# 11e législature de la Saskatchewan
La 11e législature de la Saskatchewan est élue lors des élections générales de juin 1948. L'Assemblée siège du 10 février 1949 au 7 mai 1952. La Co-operative Commonwealth Federation (CCF) est au pouvoir avec Tommy Douglas à titre de premier ministre.
Le rôle de chef de l'opposition officielle est assumé par Walter Tucker (en) du parti libéral.
Tom Johnston (en) sert comme président de l'Assemblée durant la législature.

## Membres du parlement
Les membres du parlement suivants sont élus à la suite de l'élection de 1948 :
|  | Circonscription électorale | Membre                          | Parti                |
|  | -------------------------- | ------------------------------- | -------------------- |
|  | Arm River                  | Gustaf Herman Danielson         | Libéral              |
|  | Athabasca                  | Louis Marcien Marion            | Indépendant          |
|  | Bengough                   | Allan Lister Samuel Brown       | CCF                  |
|  | Biggar                     | Woodrow Stanley Lloyd           | CCF                  |
|  | Cannington                 | William John Patterson          | Libéral              |
|  | Canora                     | Alex Gordon Kuziak              | CCF                  |
|  | Cumberland                 | Lorne Earl Blanchard            | Libéral              |
|  | Cut Knife                  | Isidore Charles Nollet          | CCF                  |
|  | Elrose                     | Maurice John Willis             | CCF                  |
|  | Gravelbourg                | Edward Milton Culliton          | Libéral              |
|  | Gull Lake                  | Alvin Cecil Murray              | CCF                  |
|  | Hanley                     | Robert Alexander Walker         | CCF                  |
|  | Humboldt                   | Arnold William Loehr            | Libéral              |
|  | Kelvington                 | Peter Anton Howe                | CCF                  |
|  | Kerrobert-Kindersley       | John Wellbelove                 | CCF                  |
|  | Kinistino                  | William Carlton Woods           | Libéral              |
|  | Last Mountain              | Jacob Benson                    | CCF                  |
|  | Lumsden                    | William Sancho Thair            | CCF                  |
|  | Maple Creek                | Alexander C. Cameron            | Libéral              |
|  | Meadow Lake                | William Thorneycroft Lofts      | Libéral              |
|  | Melfort                    | John George Egnatoff            | Libéral              |
|  | Melville                   | V. Patrick Deshaye              | Libéral              |
|  | Milestone                  | Jacob Walter Erb                | CCF                  |
|  | Moose Jaw City             | John Wesley Corman              | CCF                  |
|  | Moose Jaw City             | Dempster Henry Ratcliffe Heming | CCF                  |
|  | Moosomin                   | Alexander Hamilton McDonald     | Conservateur-libéral |
|  | Morse                      | James William Gibson            | CCF                  |
|  | Notukeu-Willow Bunch       | Niles Leonard Buchanan          | CCF                  |
|  | Pelly                      | John Gray Banks                 | Libéral              |
|  | Prince Albert              | Lachlan Fraser McIntosh         | CCF                  |
|  | Qu'Appelle-Wolseley        | Frederick Middleton Dundas      | Libéral              |
|  | Redberry                   | Bernard Leo Korchinski          | Libéral              |
|  | Regina City                | Charles Cromwell Williams       | CCF                  |
|  | Regina City                | Clarence Melvin Fines           | CCF                  |
|  | Rosetown                   | John Taylor Douglas             | CCF                  |
|  | Rosthern                   | Walter Adam Tucker              | Libéral              |
|  | Saltcoats                  | Asmundur A. Loptson             | Libéral              |
|  | Saskatoon City             | Arthur Thomas Stone             | CCF                  |
|  | Saskatoon City             | John Henry Sturdy               | CCF                  |
|  | Shellbrook                 | Louis William Larsen            | CCF                  |
|  | Souris-Estevan             | John Edward McCormack           | Libéral              |
|  | Swift Current              | Harry Gibbs                     | CCF                  |
|  | The Battlefords            | Paul Prince                     | Libéral              |
|  | Tisdale                    | John Hewgill Brockelbank        | CCF                  |
|  | Torch River                | John Robert Denike              | CCF                  |
|  | Touchwood                  | Tom Johnston                    | CCF                  |
|  | Turtleford                 | Leo Trippe                      | Libéral              |
|  | Wadena                     | Frederick Arthur Dewhurst       | CCF                  |
|  | Watrous                    | James Andrew Darling            | CCF                  |
|  | Weyburn                    | Thomas Clement Douglas          | CCF                  |
|  | Wilkie                     | John Whitmore Horsman           | Libéral              |
|  | Yorkton                    | Arthur Percy Swallow            | CCF                  |

Notes:

## Représentation
| Parti                    | Parti                    | Membres |
|                          | CCF                      | 31      |
|                          | Libéral                  | 19      |
|                          | Indépendant              | 1       |
|                          | Conservateur-libéral     | 1       |
| Total                    | Total                    | 52      |
| Gouvernement majoritaire | Gouvernement majoritaire | 10      |

Notes: 

## Élections partielles
Des élections partielles peuvent être tenues pour remplacer un membre pour diverses raisons:
| Circonscription | Député élu              | Parti   | Date de scrutin  | Motif                                                               |
| --------------- | ----------------------- | ------- | ---------------- | ------------------------------------------------------------------- |
| Cannington      | Rosscoe Arnold McCarthy | Libéral | 10 novembre 1949 | WJ Patterson est nommé commissaire au Bureau fédéral des Transports |
| Gull Lake       | Thomas John Bentley     | CCF     | 10 novembre 1949 | AC Murray meurt en septembre 1949                                   |
| The Battlefords | Hugh James Maher        | Libéral | 8 février 1950   | P Prince meurt le 17 décembre 1949                                  |
| Gravelbourg     | Edward Hazen Walker     | CCF     | 10 juillet 1951  | EM Culliton est nommé à la Cour d'appel de la Saskatchewan          |